# Австралийская минога
Австралийская минога (лат. Geotria australis) — единственный вид бесчелюстных семейства геотриевых (Geotriidae) отряда миногообразных.

## Описание
Длина угреподобного тела от 45 до 50 см, максимальная длина 62 см. Имеется два низких спинных плавника на задней половине. У половозрелых самцов появляется огромный кожный пузырь под глоткой, который не соединен ни с одной полостью тела, и функции его не вполне ясны.
Метаморфоз у австралийской миноги очень сложен, различные стадии ее развития были описаны как отдельные виды и даже роды. После метаморфоза австралийская минога изменяет окраску: на блестящем серебристом фоне проходит черная полоса, а по бокам от нее располагаются бирюзовые полосы. В процессе созревания половых продуктов окраска тускнеет, а полосы исчезают. При этом существенно изменяются и соотношения в размерах различных частей тела: глаза уменьшаются, а ротовая воронка сильно увеличивается, и к моменту нереста ее диаметр становится в два раза больше диаметра тела.

## Распространение
Распространена в Южном полушарии, на юге Австралии и на Тасмании, в Новой Зеландии, Чили и Аргентине. Первые четыре года живут как пескоройки. Во взрослом состоянии живут в открытом море, где питаются как паразиты рыб. На нерест заходят в реки, где проводят до 18 месяцев созревания перед нерестом. Погибают после нереста.